# Gmina Kalinovik
Gmina Kalinovik (serb. Општина Калиновик / Opština Kalinovik) – gmina w Bośni i Hercegowinie, w Republice Serbskiej. W 2013 roku liczyła 1962 mieszkańców.